# William Morais
William Francis Oliviera de Morais (* 1. März 1991 in São Paulo; † 6. Februar 2011 in Belo Horizonte) war ein brasilianischer Fußballspieler.
William Morais schaffte aus der eigenen Jugend den Sprung in die erste Mannschaft von SC Corinthians, war jedoch zuletzt 2011 an América Mineiro aus Belo Horizonte ausgeliehen. Am 6. Februar 2011 kam Morais bei einem Raubüberfall ums Leben. Laut Polizeiangaben war er auf dem Heimweg von einer Party und wurde in den Rücken geschossen, als er versuchte zu fliehen.